# Oswald Richter

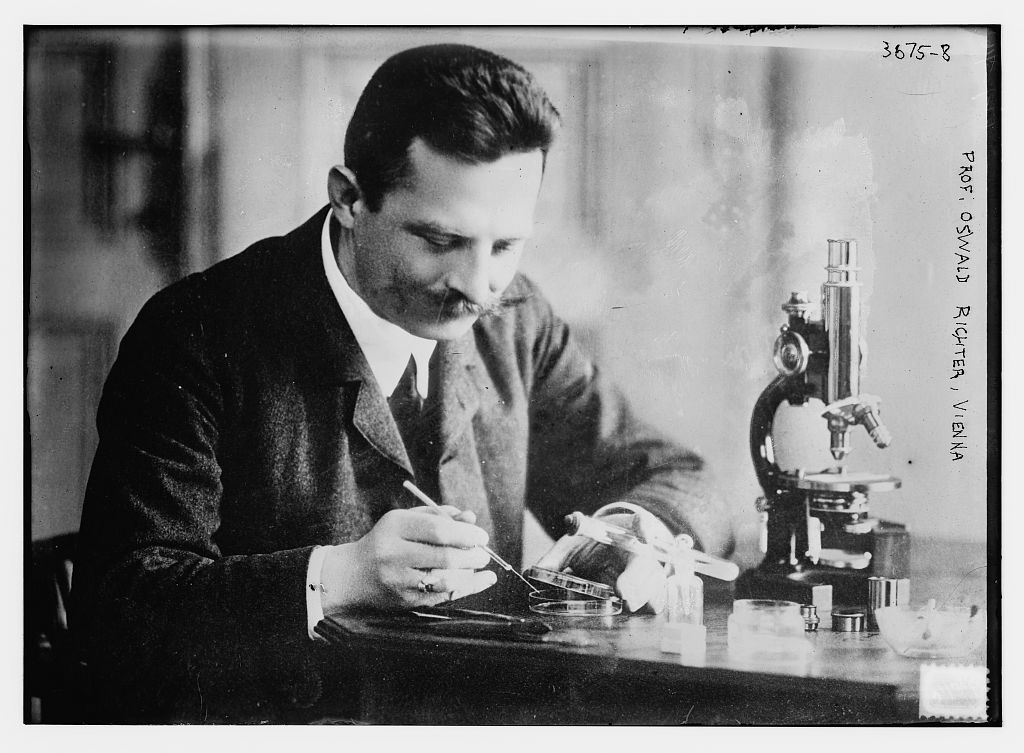
Oswald Richter (um 1915)

 Oswald Richter (* 1. Juni 1878 in Prag, Österreich-Ungarn; † 8. April 1955 in Hannover) war ein österreichischer Botaniker im Geist von Gregor Mendel. Sein botanisches Autorenkürzel (er beschrieb auch neue Algen) lautet „O.Richt.“.

## Leben
Oswald Richter wurde als Sohn des Direktors einer Prager Oberschule geboren.
Er absolvierte das deutsche Gymnasium in Prag, studierte an der Universität Prag und wurde 1903 summa cum laude zum Dr. phil. promoviert. Vom österreichischen Kaiser erhielt er den Ehrenring sub auspiciis Imperatoris.
1912 wurde der Ignaz-Lieben-Preis an ihn vergeben. Preisthema war „Physiologie der Algen“.
Im Jahre 1920 wurde er zum a.o. Professor für Botanik, Warenkunde, technische Mikroskopie und Mykologie (Pilzkunde) an der Technischen Hochschule Brünn ernannt. 1927/1928 war er Rektor an dieser Hochschule.
Ein wichtiger seiner Lehrer war der Botaniker Hans Molisch.
Das Verzeichnis von Richters Publikationen enthält 157 Veröffentlichungen. Sie umfassen die Gebiete der experimentellen Pflanzenphysiologie, speziell der Ernährungsphysiologie, Pflanzenpathologie und pathologischen Pflanzenanatomie, der Mikrochemie und angewandten Botanik, der Bakteriologie, der Biologie und Photochemie.
Er entwickelte ein Verfahren für die Verwendung von Brennnessel-Fasern, Fasernesseln, zur Stoffherstellung.
Intensiv setzte er sich mit dem Wirken von Gregor Mendel auseinander, was letztlich zum Buch „Johann Gregor Mendel wie er wirklich war“ führte.
Nach dem Zweiten Weltkrieg wurde er mit seiner Familie aus der Tschechoslowakei vertrieben und übersiedelte nach Hannover, wo er Gastprofessor an der Tierärztlichen Hochschule Hannover wurde.
Oswald Richter war verheiratet und Vater von vier Kindern. Er starb am 8. April 1955 in Hannover.

## Publikationen
- Alltägliches und Absonderliches vom Speisezettel der Pflanze. In: Schriften des Vereins zur Verbreitung naturwissenschaftlicher Kenntnisse Wien. Band 53. Wien 1913, S. 363–392 (zobodat.at [PDF; 2,6 MB]).
- Beispiele außerordentlicher Empfindlichkeit der Pflanzen. In: Schriften des Vereins zur Verbreitung naturwissenschaftlicher Kenntnisse Wien. Band 52. Wien 1912, S. 485–525 (zobodat.at [PDF; 4,6 MB]).
- Johann Gregor Mendel wie er wirklich war. Verlag der Gesellschaft für Wissenschaft und Volkstumforschung in Mähren, 1943, 262 Seiten.